# Nueva Zelanda en la Copa Mundial de Rugby de 2007

Alineaciones de los cuartos.

Los All Blacks fueron una de las 20 naciones participantes de la Copa Mundial de Rugby de 2007, que se realizó por primera vez en Francia.
Los neozelandeses buscaban su segundo título, tras 20 años de sequía y eran favoritos con un gran plantel como siempre. Pero catastróficamente resultó en la peor participación de toda su historia.

## Plantel

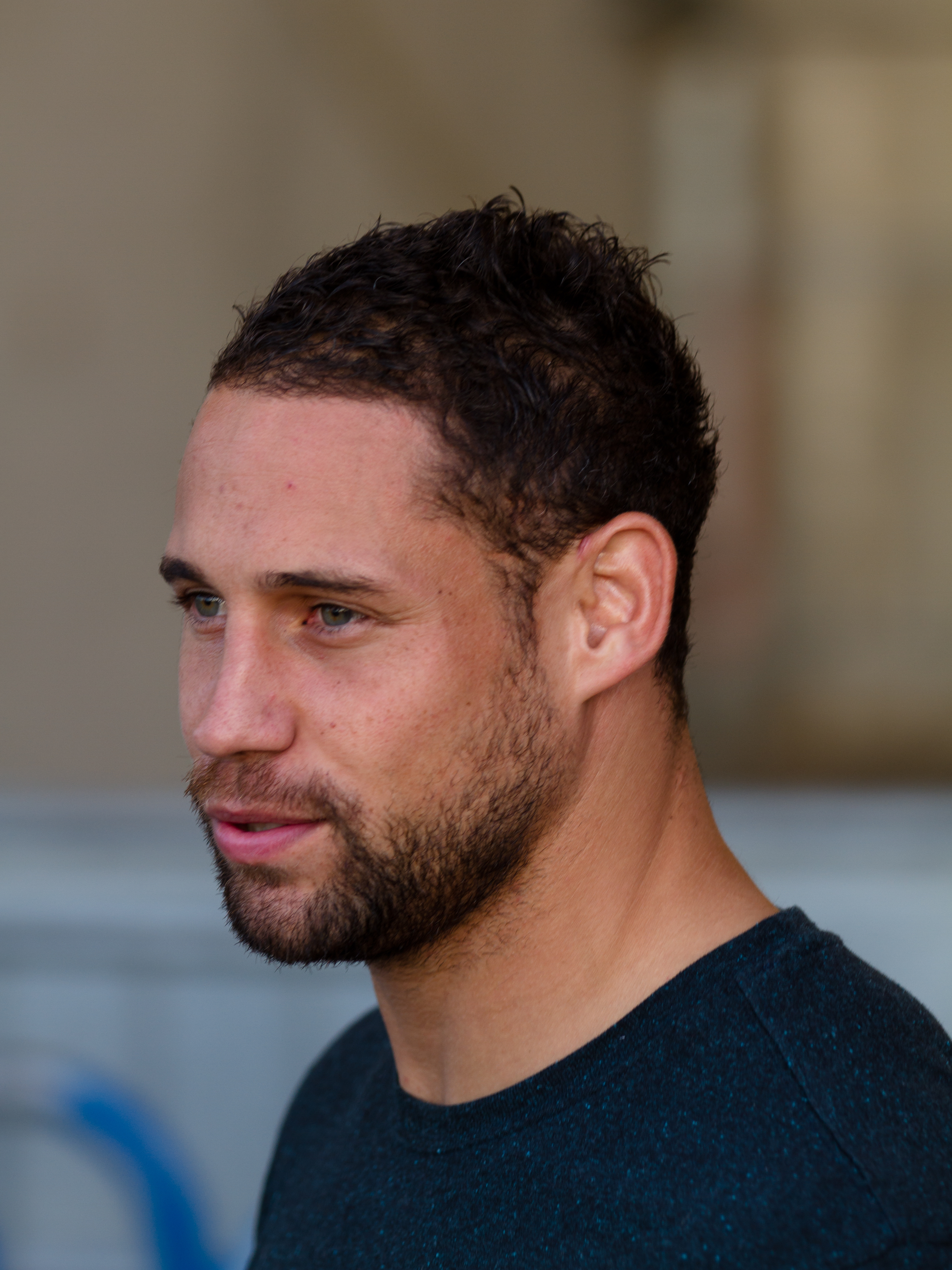
McAlister fue la estrella kiwi del mundial.

Henry (61 años) tuvo como asistente a Steve Hansen, solo convocó a jugadores experimentados y generó polémica al excluir a: Marty Holah, la estrella Carlos Spencer y Ma'a Nonu.
|                          | Jugador           | Edad    | Posición      | Pruebas | Equipo            |
| ------------------------ | ----------------- | ------- | ------------- | ------- | ----------------- |
| Hookers y Pilares        |                   |         |               |         |                   |
| 3                        | Carl Hayman       | 27 años | Pilar         | 41      | Newcastle Falcons |
|                          | Andrew Hore       | 29 años | Hooker        | 21      | Hurricanes        |
|                          | Keven Mealamu     | 28 años | Hooker        | 47      | Blues             |
| 2                        | Anton Oliver      | 32 años | Hooker        | 55      | Highlanders       |
|                          | Greg Somerville   | 29 años | Pilar         | 55      | Crusaders         |
|                          | Neemia Tialata    | 25 años | Pilar         | 17      | Hurricanes        |
| 1                        | Tony Woodcock     | 26 años | Pilar         | 33      | Blues             |
| Segundas líneas          |                   |         |               |         |                   |
|                          | Chris Jack        | 29 años | Segunda línea | 62      | Saracens          |
| 4                        | Keith Robinson    | 30 años | Segunda línea | 10      | Chiefs            |
| 5                        | Ali Williams      | 26 años | Segunda línea | 42      | Blues             |
| Alas y Octavos           |                   |         |               |         |                   |
| 6                        | Jerry Collins     | 26 años | Ala           | 44      | Hurricanes        |
|                          | Sione Lauaki      | 26 años | Octavo        | 7       | Chiefs            |
|                          | Chris Masoe       | 28 años | Ala           | 15      | Hurricanes        |
| 7                        | Richie McCaw      | 26 años | Ala           | 55      | Crusaders         |
| 8                        | Rodney So'oialo   | 28 años | Octavo        | 37      | Hurricanes        |
|                          | Reuben Thorne     | 32 años | Ala           | 48      | Crusaders         |
| Medios scrums            |                   |         |               |         |                   |
|                          | Andy Ellis        | 23 años | Medio scrum   | 2       | Crusaders         |
| 9                        | Byron Kelleher    | 30 años | Medio scrum   | 54      | Stade Toulousain  |
|                          | Brendon Leonard   | 22 años | Medio scrum   | 4       | Chiefs            |
| Aperturas y Centros      |                   |         |               |         |                   |
| 10                       | Dan Carter        | 25 años | Apertura      | 41      | Crusaders         |
|                          | Nick Evans        | 27 años | Apertura      | 12      | Highlanders       |
|                          | Aaron Mauger      | 26 años | Centro        | 42      | Leicester Tigers  |
| 12                       | Luke McAlister    | 24 años | Centro        | 18      | Sale Sharks       |
| 13                       | Mils Muliaina     | 27 años | Centro        | 52      | Chiefs            |
|                          | Conrad Smith      | 25 años | Centro        | 12      | Hurricanes        |
| Fullbacks y Wings        |                   |         |               |         |                   |
|                          | Doug Howlett      | 29 años | Wing          | 59      | Blues             |
| 15                       | Leon MacDonald    | 29 años | Fullback      | 47      | Crusaders         |
| 14                       | Joe Rokocoko      | 24 años | Wing          | 45      | Blues             |
| 11                       | Sitiveni Sivivatu | 25 años | Wing          | 17      | Chiefs            |
|                          | Isaia Toeava      | 21 años | Fullback      | 10      | Blues             |
| Entrenador: Graham Henry |                   |         |               |         |                   |

## Participación
Los All Blacks lideraron el grupo C junto al XV del Cardo, la sencilla Italia, la debutante Portugal y los débiles Stejarii. Ganaron la zona con puntaje perfecto y anotaron más de 300 puntos.

### Fase final
Los cuartos pusieron en frente a Les Bleus, que venían de perder con Argentina y eliminar al XV del Trébol, entrenados por Bernard Laporte y alineando: al capitán Raphaël Ibañez, Fabien Pelous, Serge Betsen, Jean-Baptiste Élissalde, Yannick Jauzion y Damien Traille. Era el tercer duelo, tras la victoria en la final de 1987 y la eliminación en semifinales de Gales 1999.
Nueva Zelanda comenzó dominando psicológicamente, logrando una diferencia territorial importante y venciendo en los primeros 40 minutos. En el segundo tiempo, los franceses salieron decididos a romper la defensa kiwi; McAlister anotó un try espectacular y vio la tarjeta amarilla, So'oialo marcó otro try, pero ingresó el suplente Frédéric Michalak y lideró una rápida ofensiva que acabó en try galo. Los 10 minutos finales no fueron suficientes para que los All Blacks puedan quebrar los vitales tackles y perdieron el partido.
| 6 de octubre de 2007, 21:00 | Nueva Zelanda                                                                          | 18 – 20 | Francia                                                                                        | Estadio del Milenio, Cardiff                             |                                                          |
|                             | Tries McAlister 17' So'oialo 63' Conversión Carter (1/2) Penales Carter (2/2) 14', 31' | Reporte | Tries 54' Dusautoir 69' Jauzion Conversiones Beauxis Élissalde Penales 40+', 46' (2/3) Beauxis | Asistencia: 74.123 espectadores Árbitro(s): Wayne Barnes | Asistencia: 74.123 espectadores Árbitro(s): Wayne Barnes |

## Legado
Afuera del estadio se vio a neozelandeses llorando la eliminación, un McCaw frustrado se tomó de la cabeza en la conferencia de prensa para esconder sollozos y el técnico Henry no fue despedido pese al desastroso torneo. El mundo del rugby, vio la histórica caída como el mayor fracaso kiwi.
En los siguientes 10 años, murieron los tercera líneas: Collins y Lauaki. El entrenador y diez jugadores de este plantel, serían campeones del mundo en el próximo torneo.